# 1990年広州白雲空港衝突事故
1990年広州白雲空港衝突事故（1990ねんこうしゅうはくうんくうこうしょうとつじこ）は、1990年10月2日に起きた廈門航空の旅客機がハイジャックされた事件が発端となり発生した事故である。犯人の要求した台湾行きを機長が拒否、言い争う間に燃料が払底し、広州へ着陸しようとしたため犯人が激怒、機長ともみ合いになり着陸に失敗した。その後暴走し空港内の中国南方航空と中国南西航空の旅客機に相次いで衝突、そのために多くの死傷者を出した。

## 事件の概略
1990年10月2日、中国福建省に本社を置く廈門航空の廈門発広州行きの8301便（ボーイング737-247、機体記号B-2510、1984年製造）が若い男性にハイジャックされた。犯人は操縦席に機長だけを残し他のクルーを追い出したうえで、台湾行きを要求した。しかし機長は要求を拒否、そのため言い争いとなるが、その間に燃料が無くなりかけたので機長はイギリス領香港（当時）への着陸を妥協策として提案した。犯人はそれを拒絶、いよいよ燃料が底を突き広州白雲国際空港（旧空港）に着陸しようとしたところ犯人が激怒し、機長ともみ合いになった。そのため着陸に失敗、滑走路を逸脱し途中で上海への離陸のために待機中であった中国南方航空のボーイング757-21B（機体記号B-2812、同年5月に新造機として引き渡されたばかりの機体だった）に衝突、その胴体前部と主翼を切断したのち駐機場にいた中国西南航空のボーイング707-3J6B（機体記号B-2402、1973年製造）に衝突、最終的には草地で横転して停止した。
結果的にボーイング737の乗員乗客102人のうち82人（ハイジャック犯を含む）と、ボーイング757の乗員乗客122人のうち46人の合わせて128名が犠牲になった。なおボーイング707には操縦士が1人搭乗していたが奇跡的に生命に別状はなかった。原因について、ハイジャックを許した中国の航空保安体制に不備があったことが挙げられるが、ハイジャック機が着陸するにもかかわらず、ボーイング757（当機種にとっては直接の事故原因があったわけではないが、初めての人身死亡事故であった）に離陸のための地上走行を許可した管制塔の危機感の欠如が被害を拡大させたため、中国当局も不備を認めざるを得なかった。